# Герб Богуслава
Герб Богуслава — символ міста Богуслав Київської області. Герб затверджено 29 листопада 2023 року рішенням №3428-54-VIII рішенням міської ради. 
Автор — А. Ґречило.

## Історія

Герб Богуславського полку

### Попередня версія герба
На малиновому тлі зображені три зелені горби, що символізують різноманітні форми рельєфу м. Богуслава. Над середнім горбом розміщений жовтий козацький хрест – символ християнства та козацької слави, якою увінчана Богуславська земля.
Нижня частина щита – підніжжя, має синій фон, що символізує р. Рось – головну водну артерію міста.
Щит оздоблений золотим картушем, який вінчає срібна кам’яна корона з трьома зубцями. В картуш в нижній частин вміщений білий рушник з червоним декоративно-тканним богуславським орнаментом, що є символом традиційних народних промислів міста.
На рушнику на білому фоні напис чорними літрами - «Богуслав».